# Václav Razik
Václav Razik (10. září 1921 Brno – 6. prosince 1984 Domamil) byl český katolický kněz, biskup podzemní církve a vězeň komunistického režimu.

## Začátky
Střední školu na klasickém gymnáziu v Brně vystudoval v letech 1932–1940. Ke kněžství studoval v letech 1940–1945 bohosloví v alumnátu na Antonínské ulici v Brně. Kněžské svěcení přijal 29. července 1945 v Brně. Následně byl ustanoven I. kooperátorem v Brně u sv. Tomáše a později na Křenové ulici v Brně. Souběžně s tím (asi za rok) byl pověřen brněnským biskupem Karlem Skoupým péčí o mládež, v kostele u Jezuitů sloužil studentské mše.
V lednu 1946 bylo rozhodnuto, aby při farnosti sv. Tomáše byl pro lepší práci se zdejší mládeží založen chlapecký skautský oddíl, čímž byl pověřen kaplan téhož kostela Václav Razik. V červenci 1951 byl zatčen a rozsudkem Státního soudu v Brně odsouzen k 18 rokům vězení. Po návratu z vězení 17. prosince 1963 pracoval jako dělník ve Vodohospodářských stavbách v Brně.
V březnu roku 1967 mu byl udělen státní souhlas k výpomoci v duchovní správě v Želeticích. Státní souhlas duchovnímu mimo službu k ustanovení výpomocným duchovním v Krhově a Biskupicích byl udělen, vedle jeho občanského zaměstnání, na dobu nemoci faráře Pavla Bartoše, kterého zastupoval, s právní účinností od 1. dubna 1967.
Od 15. května 1967 nastupoupil svoji pastorační práci jako farář v Biskupicích. Od 1. ledna 1969 byl ustanoven kaplanem u sv. Tomáše v Brně a působil, na přání biskupa Karla Skoupého, v kostele Nanebevzetí Panny Marie u jezuitů jako zvláštní kaplan pro studenty. Už při návratu do Brna vyslovil pochybnost pro srpnové události roku 1968. V září 1970 mu pohrozil církevní tajemník odnětím státního souhlasu. Současně navrhl alternativní řešení o přeložení mimo Brno.
Od 15. listopadu 1970 byl ustanoven administrátorem v Rousínově a Rousínovci. Od 1. dubna 1973 byl opět přeložen a stal se administrátorem v Domamili a excurendo v Martínkově, od 1. února 1974 byla ještě přidána Želetava.

## Biskupem skryté církve
V prosinci 1978 byl vysvěcen biskupem skryté církve Felixem Maria Davídkem na biskupa. Patřil k aktivním spolupracovníkům v tzv. Koinótés v umlčené církvi.
2. října 1984 ho postihlo virové chřipkové onemocnění; 27. listopadu 1984 byl hospitalizován na plicním oddělení v nemocnici v Třebíči. Podle lékařské zprávy měla jeho hospitalizace trvat ještě nejméně měsíc. Zemřel 6. prosince 1984 na následky věznění, které se projevily při onemocnění plic přecházejících do silikózy plic. Jeho celoživotním mottem, podle kterého se vždy řídil, bylo „Lepší je dávat, než brát“. Pochován byl na Ústředním hřbitově v Brně.